# Ștefan cel Nou
Ștefan cel Nou (în greacă Στέφανος ὁ νέος; n. 713 d.Hr., Constantinopol, Imperiul Roman de Răsărit – d. 28 noiembrie 764 d.Hr., Constantinopol, Imperiul Roman de Răsărit) a fost un călugăr grec, opozant al politicii iconoclaste promovate de împăratul Constantin al V-lea, executat în data de 28 noiembrie 764.

## Galerie de imagini

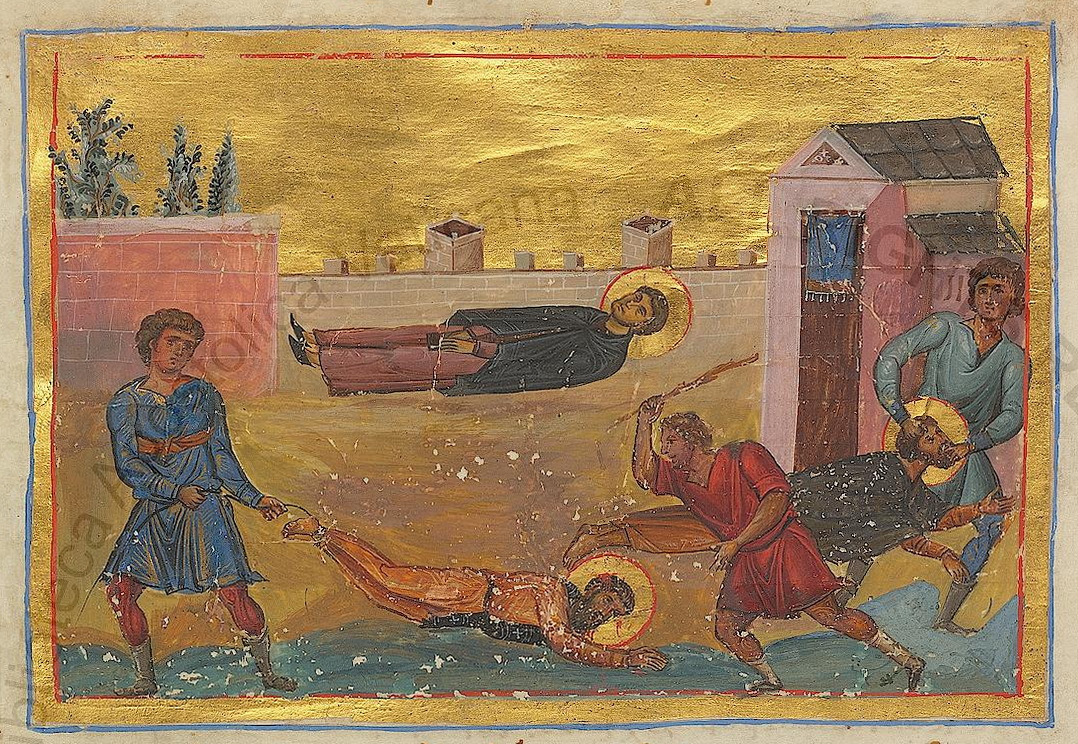
Martiriul sfântului Ștefan cel Nou, Menologul lui Vasile al II-lea (sec. al X-lea), Biblioteca Apostolică Vaticană